# Sean Byrne
Sean Byrne est un réalisateur et scénariste australien.

## Filmographie partielle
- 2009 : The Loved Ones
- 2015 : The Devil's Candy
- 2025 : Dangerous Animals